# Hörja församling
Hörja församling var en församling i Lunds stift och i Hässleholms kommun. Församlingen uppgick 2010 i Tyringe församling.

## Administrativ historik
Församlingen har medeltida ursprung. 
Församlingen var till 2010 annexförsamling i pastoratet Finja och Hörja som från 1962 även omfattade Matteröd och senast från 1998 Röke och Västra Torups församlingar.. Församlingen uppgick 2010 i Tyringe församling.

## Kyrkor
- Hörja kyrka